# Дзвінки (телесеріал)
«Дзвінки́» (англ. Calls) — американсько-французький телевізійний серіал, що поєднує в собі елементи драми, жахів і містики. Заснований на однойменному французькому серіалі, створеному Тімоті Хоше. Англійська версія, створена Феде Альваресом, є копродукцією Apple TV+ та французької мережі Canal+. Прем'єра відбулася 19 березня 2021 року на Apple TV+.

## Синопсис
Розповідь відбувається через низку взаємопов'язаних телефонних розмов. Вони описують загадкову історію групи незнайомців, чиє життя перетворюється на суцільний хаос напередодні невідомої апокаліптичної події.
Телесеріал дає змогу «аудиторії відчути короткі історії за допомогою реальних джерел звуку та мінімальних візуальних ефектів».

## У ролях
| Актор                | Роль                 |
| -------------------- | -------------------- |
| Обрі Плаза           | доктор Рейчел Вітінг |
| Кленсі Браун         | генерал Вільсон      |
| Ніка Фаттерман       | оператор 911         |
| Саллі Саффіоті       | оператор 911         |
| Аарон Тейлор-Джонсон | Марк                 |
| Денні Г'юстон        | Френк                |
| Денні Пуді           | доктор Бурман        |
| Джейден Мартелл      | Джастін              |
| Дженніфер Тіллі      | мати                 |
| Джої Кінг            | Скайлар              |
| Джуді Грір           | Алексіс              |
| Ніколас Браун        | Тім                  |
| Еді Паттерсон        | Дарлін               |

| Актор             | Роль          |
| ----------------- | ------------- |
| Карен Гіллан      | Сара          |
| Лора Геррієр      | Лейла         |
| Лілі Коллінз      | Камілла       |
| Марк Дюпласс      | Патрік        |
| Нік Джонас        | Сем           |
| Пол Волтер Гаузер | Флойд         |
| Педро Паскаль     | Педро         |
| Райлі Кіо         | Роуз          |
| Розаріо Довсон    | Кетрін        |
| Стівен Ленг       | доктор Вітінг |
| Бен Шварц         | Енді          |
| Паола Нуньєс      | Ана           |
| Джонні Снід       | Джим Херд     |

## Епізоди

### Сезон 1 (2021)
Перший сезон із дев'яти епізодів повністю доступний з 19 березня 2021 року на каналах Canal+ і Apple TV+.
| # | Назва українською        | Назва англійською                  | Тривалість | Акторський склад |
| - | ------------------------ | ---------------------------------- | ---------- | --- |
| 1 | Кінець                   | The End                            | 13 хв.     | - Ніколас Браун: Тім - Лілі Коллінз: Каміла - Карен Гіллан: Сара - Саллі Саффіоті: оператор 911 - Ніка Фаттерман: оператор 911                                                   |
| 2 | Початок                  | The Beginning                      | 18 хв.     | - Аарон Тейлор-Джонсон: Марк - Райлі Кіо: Роуз - Бен Шварц: Енді - Дженніфер Тіллі: мати - Феде Альварес: Джисус                                                                 |
| 3 | Педро з будинку навпроти | Pedro, Across the Street           | 18 хв.     | - Марк Дюпласс: Патрік - Джуді Грір: Алексіс - Педро Паскаль: Педро |
| 4 | Все у твоїй голові       | It's All in Your Head              | 13 хв.     | - Розаріо Довсон: др. Кетрін Беккетт - Лора Геррієр: Лейла |
| 5 | Я, знову я і Дарлін      | Me, Myself and Darlene             | 14 хв.     | - Пол Волтер Гаузер: Флойд - Еді Паттерсон: Дарлін |
| 6 | Це зробив Всесвіт        | The Universe Did It                | 17 хв.     | - Нік Джонас: Сем - Денні Г'юстон: Френк |
| 7 | Мама                     | Mom                                | 19 хв.     | - Джої Кінг: Скайлар - Джейден Мартелл: Джастін |
| 8 | На літаку є вчені?       | Is There a Scientist on the Plane? | 16 хв.     | - Обрі Плаза: др. Рейчел Вітінг - Кленсі Браун: генерал Вільсон - Джонні Снід: Джим Херд                                                                                         |
| 9 | Особлива дівчина         | Leap Year Girl                     | 20 хв.     | - Обрі Плаза: др. Рейчел Вітінг - Стівен Ленг: др. Вітінг - Кленсі Браун: генерал Вільсон - Денні Пуді: др. Бурман - Саллі Саффіоті: оператор 911 - Ніка Фаттерман: оператор 911 |

## Виробництво
21 червня 2018 року повідомлялося, що Apple Inc. замовила серіал на перший сезон з десяти серій. Шоу є копродукцією Apple TV+ та французької мережі Canal+. Поряд з оголошенням про замовлення серій Apple підтвердила придбання прав на існуючий сезон оригінального французького серіалу.

## Критика
На вебсайті агрегатора рецензій Rotten Tomatoes перший сезон отримав рейтинг схвалення 95 % «Сертифікована свіжість» на основі відгуків 20 критиків із середньою глядацькою оцінкою 8,6/10. Консенсус критиків вебсайту говорить:
Згадуючи захоплюючі серіали часів розквіту радіо, «Дзвінки» створюють моторошну таємницю з приголомшливим аудіовиконанням і тривожною атмосферою, дозволяючи візуальній розповіді розгортатися в жахливій уяві глядачів.